# Garikoitz Bravo
Garikoitz Bravo Oiarbide (Lazkao, 31 de julho de 1989) é um ciclista profissional. É profissional desde 2010, quando estreia na equipa Caja Rural.
Em 2011 ganhou o prêmio das metas volantes da G. P. de Llodio e da Volta à Rioja além do prêmio da montanha da Clássica de Ordizia onde já se tinha feito com as metas volantes um ano dantes.

## Resultados
Ainda não tem conseguido nenhuma vitória como profissional

## Grandes Voltas e Campeonato do Mundo
Durante a sua carreira desportiva tem conseguido os seguintes postos nas Grandes Voltas e nos Campeonatos do Mundo em estrada:
| Carreira           | 2010 | 2011 | 2012 | 2013 | 2014 | 2015 | 2016 | 2017 | 2018 |
| ------------------ | ---- | ---- | ---- | ---- | ---- | ---- | ---- | ---- | ---- |
| Giro d'Italia      | -    | -    | -    | -    | -    | -    | -    | -    | -    |
| Tour de France     | -    | -    | -    | -    | -    | -    | -    | -    | -    |
| Volta a Espanha    | -    | -    | -    | -    | -    | -    | -    | -    | 116º |
| Mundial em Estrada | -    | -    | -    | -    | -    | -    | -    | -    | -    |

-: Não participa

## Equipas
- Caja Rural (2010-2012)
- Euskaltel Euskadi (2013)
- Efapel-Glassdrive (2014)
- Murias Taldea (2015-2019)
  - Murias Taldea (2015)
  - Euskadi Basque Country-Murias (2016-2019)